# Aniñón
Aniñón é um município da Espanha na província de Saragoça, comunidade autónoma de Aragão. Tem 52,56 km² de área e em 2021 tinha 671 habitantes (densidade: 12,8 hab./km²).

## Demografia
| Variação demográfica do município entre 1991 e 2004 | Variação demográfica do município entre 1991 e 2004 | Variação demográfica do município entre 1991 e 2004 | Variação demográfica do município entre 1991 e 2004 |
| --------------------------------------------------- | --------------------------------------------------- | --------------------------------------------------- | --------------------------------------------------- |
| 1991                                                | 1996                                                | 2001                                                | 2004                                                |
| 946                                                 | 911                                                 | 855                                                 | 837                                                 |